# Lamborghini V12

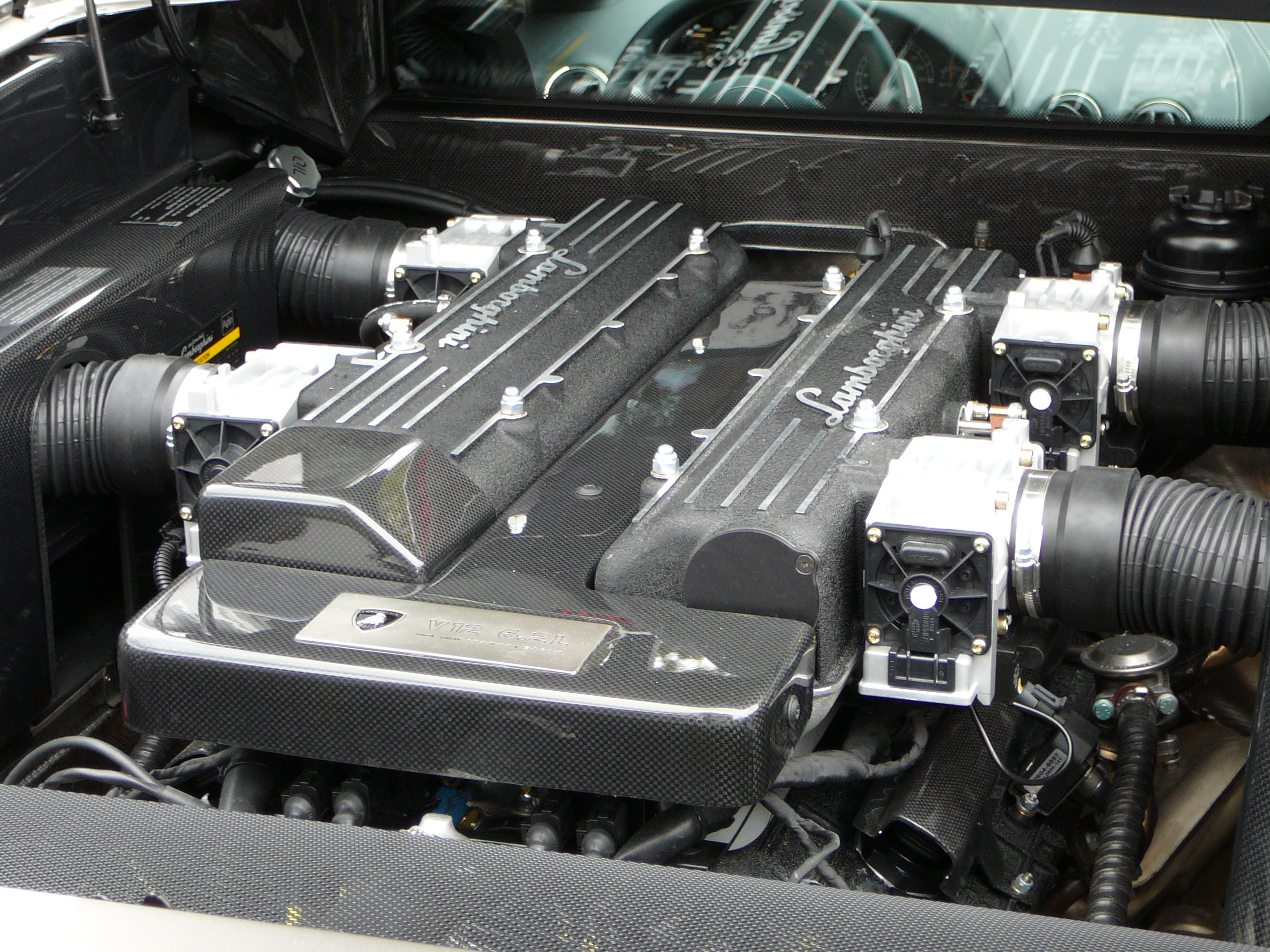
Um motor Lamborghini Murciélago V12

O Lamborghini V12 é um motor a gasolina V12 projetado pela Lamborghini, e foi o primeiro motor de combustão interna produzido pela empresa.
Ele entrou pela primeira vez a produção em 1963, com 3,5 litros, deslocando 3.465 centímetros cúbicos, na Lamborghini 350 GT - o primeiro carro produzido pela montadora. A última versão 6.5 litros foi usada no Lamborghini Murciélago, antes de ser substituído por um conjunto novo no Lamborghini Aventador.